# Angelo Moriondo
Angelo Moriondo (Turim, 6 de junho de 1851 – Marentino, 31 de maio de 1914) foi um inventor italiano geralmente creditado por patentear em 1884, a primeira máquina de café expresso conhecida. A sua máquina usava uma combinação de vapor e água a ferver para preparar o café com eficiência.
Angelo Moriondo veio de uma família empreendedora. O seu avô fundou uma empresa produtora de bebidas que passou para Giácomo, pai de Moriondo. Mais tarde, Giácomo fundou a empresa de chocolate Moriondo e Gariglio, em conjunto com o seu irmão Agostino e com o seu primo Gariglio. Angelo também comprou o Grand-Hotel Ligure na Piazza Carlo Felice, localizada no centro da cidade, e o Bar Americano na Galleria Nazionale da Via Roma.

## A primeira máquina de café expresso
Moriondo apresentou sua invenção na Exposição Geral de Turim de 1884, onde recebeu a medalha de bronze. A 16 de maio de 1884, obteve a patente da sua máquina por um período de seis anos, sob o título de "Nova maquinaria a vapor para a confecção económica e instantânea de café, método "A. Moriondo'". A máquina foi construída por um mecânico chamado Martina, trabalhando sob a supervisão directa do inventor.
Cerca de seis meses mais tarde, em 20 de novembro de 1884, a patente foi actualizada (Vol. 34, No, 381). A invenção foi então confirmada por pedido de patente internacional após ser registrada em Paris, em 23 de outubro de 1885. Nos anos seguintes, Moriondo continuou a melhorar a sua invenção, patenteando cada nova melhoria.
Moriondo nunca produziu a invenção à escala industrial. Limitou-se à construção de algumas máquinas feitas à mão, que conservava zelosamente nos seus estabelecimentos. Moriondo considerava que a utilização das suas máquinas nos seus estabelecimentos contribuía significativamente para publicitar os mesmos.
Ian Bersten, antigo proprietário de uma torrefacção e estudioso da história do café e do chá, descreve o dispositivo como "a primeira máquina de bar italiana com controlo separado da passagem do vapor e da água através do café" e Moriondo como "um dos primeiros descobridores da máquina de café expresso". Ao contrário das máquinas de café expresso utilizadas hoje em dia, que preparam café para uma ou duas pessoas de cada vez, a máquina de Mariondo produzia café em grandes quantidades.

## Legado
O café espresso, também designado de bica ou cimbalino, é uma das formas mais comuns de beber café em Portugal em estabelecimentos comerciais. De acordo com dados da Associação Comercial e Industrial do Café (AICC), foram consumidas em Portugal 26,4 mil toneladas de café em 2020.
Em 6 de junho de 2022, o mecanismo de busca Google comemorou Moriondo com um Doodle em seu 171º aniversário de nascimento.